# Cockburn Town
Pour les articles homonymes, voir Cockburn.
Ne pas confondre avec Cockburn Harbour, un village des Îles Turks-et-Caïcos.
Cockburn Town est la capitale du territoire britannique d'outre-mer des Îles Turks-et-Caïcos. Elle est située au centre de l’île de Grand Turk (la plus grande des îles de l’archipel des îles Turks) dont elle occupe la majeure partie. Elle compte environ 3 700 habitants.

## Histoire
Fondée en 1681, la ville fut la première colonie permanente sur l'une des îles. Elle est le siège du gouvernement depuis 1766.

## Patrimoine
- Le Musée national des Îles Turks-et-Caïcos, fondé dans les années 1980 et ouvert en 1991, expose la culture préhistorique des Lucayens et conserve l'histoire des îles de l'ère coloniale et le commerce des esclaves.
- L'église de la Sainte-Croix, qui propose des messes en créole, en anglais et en espagnol.

## Lieux

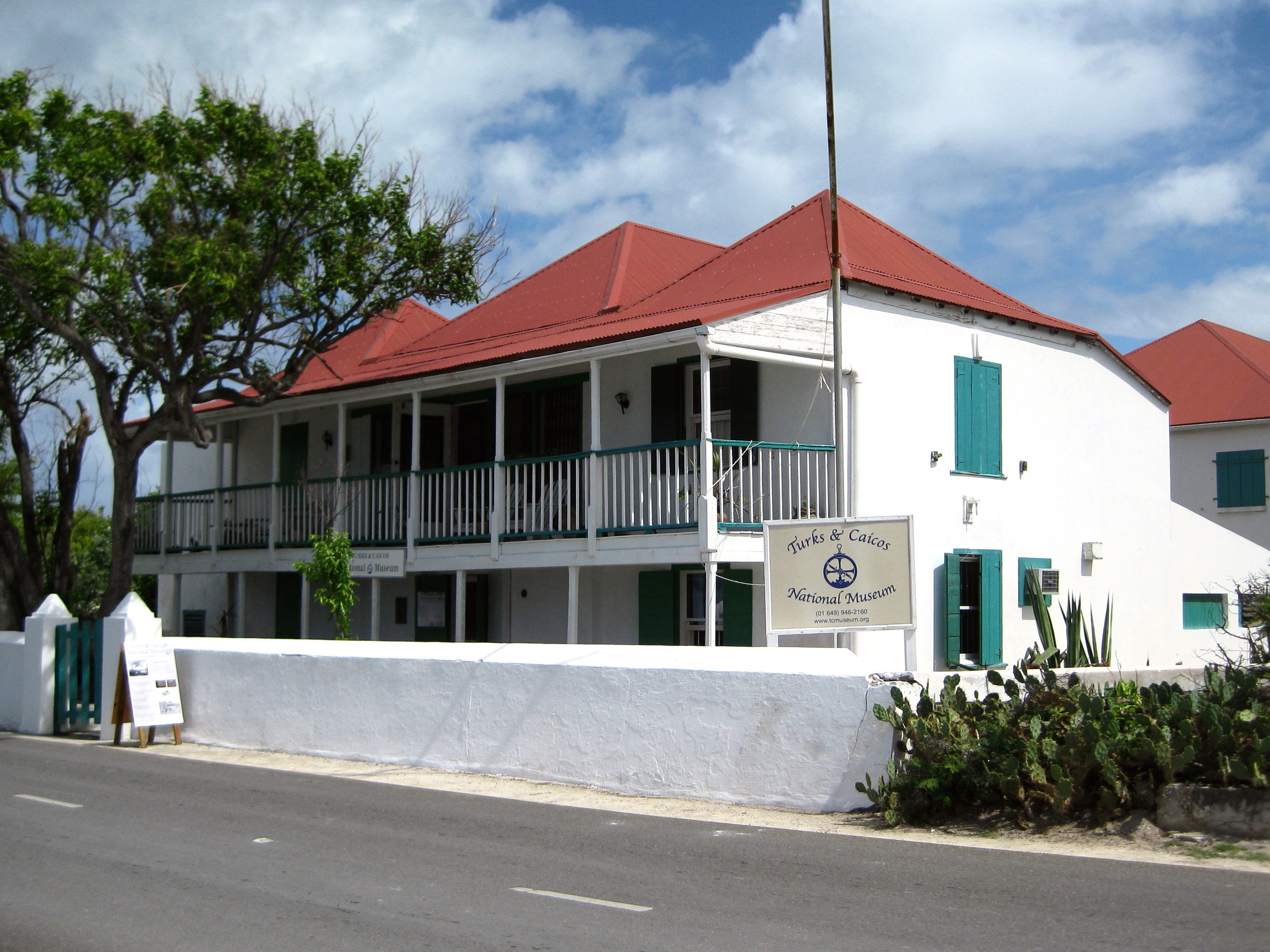
National Museum à Cockburn Town.

Le musée national se situe dans la maison Guinep. Son nom vient du Quenettier (Guinep tree selon la langue locale) qui se trouve devant la maison.

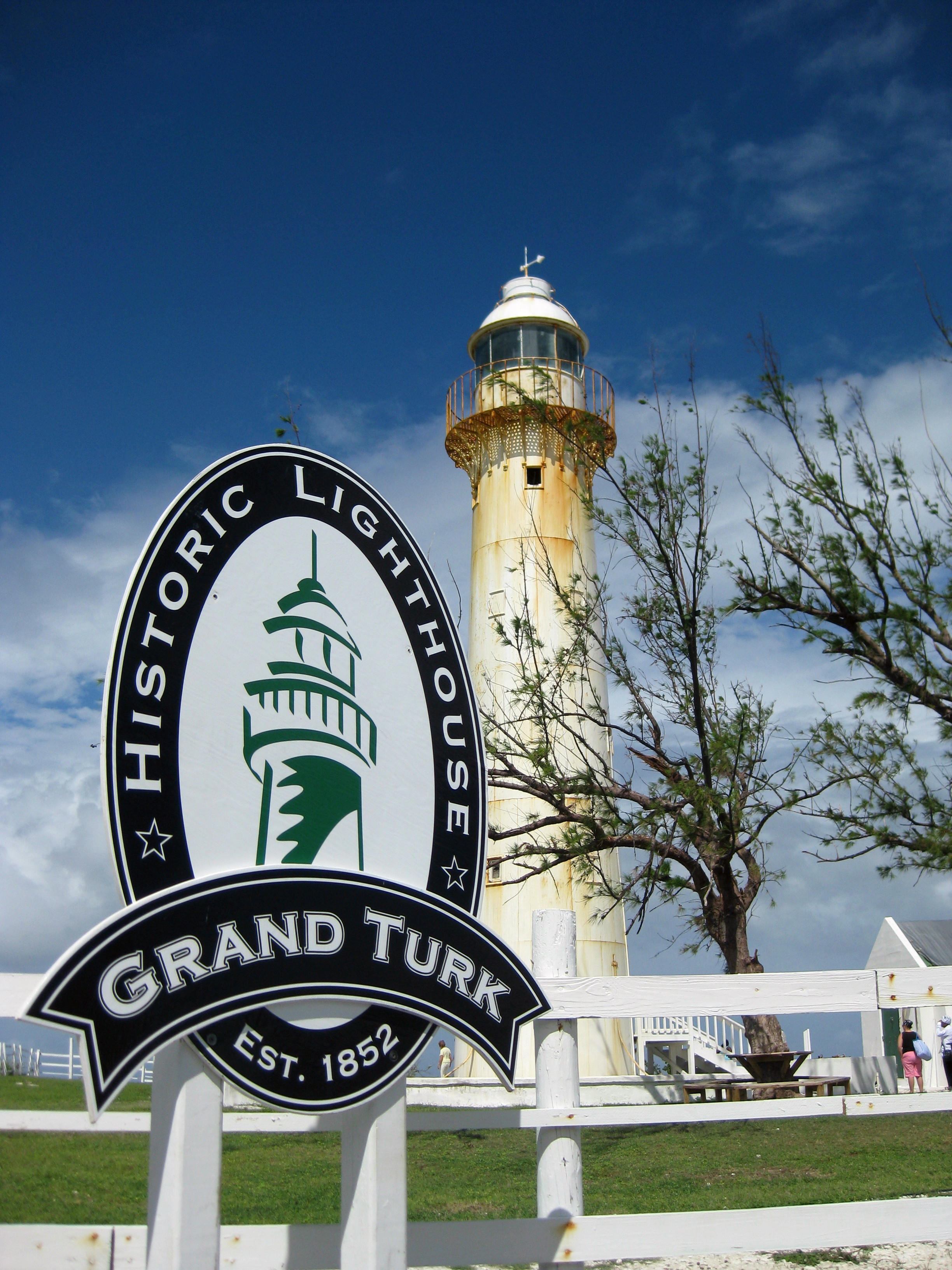
Phare de 1852 sur Grand Turk.